# Максимкин, Николай Александрович
Николай Александрович Максимкин (1923—1982) — Гвардии капитан Советской Армии, участник Великой Отечественной войны, Герой Советского Союза (1943).

## Биография
Николай Максимкин родился 2 сентября 1923 года в Москве. Окончил десять классов школы. В 1940 году Максимкин был призван на службу в Рабоче-крестьянскую Красную Армию. В 1942 году окончил Московское военно-инженерное училище. С того же года — на фронтах Великой Отечественной войны. Участвовал в Сталинградской и Курской битвах. К сентябрю 1943 года гвардии старший лейтенант Николай Максимкин командовал ротой 89-го гвардейского отдельного сапёрного батальона (78-й гвардейской стрелковой дивизии, 25-го гвардейского стрелкового корпуса, 7-й гвардейской армии, Степного фронта). Отличился во время битвы за Днепр.
24 сентября 1943 года рота Максимкина на шести лодках и двух баркасах приступила к переправе частей дивизии через Днепр сначала на остров посередине реки, а затем и на западный берег в районе деревни Бородаевка Верхнеднепровского района Днепропетровской области Украинской ССР. Со своими бойцами Максимкин построил паромную переправу, по которой успешно переправил на западный берег Днепра целый полк, совершив за ночь восемнадцать рейсов. Затем по приказу командования он оборудовал командный пункт на очищенном от противника острове. Во время выполнения этой задачи рота была атакована противником, но сумела продержаться до подхода группы капитана Валентина Комагорова, совместно с которой отбросила противника. Позднее Максимкин со своей ротой так же успешно построил командный пункт на западном берегу.
Указом Президиума Верховного Совета СССР от 26 октября 1943 года за «образцовое выполнение боевых заданий командования на фронте борьбы с немецкими захватчиками и проявленные при этом отвагу и геройство» гвардии старший лейтенант Николай Максимкин был удостоен высокого звания Героя Советского Союза с вручением ордена Ленина и медали «Золотая Звезда» за номером 1377.
Был также награждён орденами Отечественной войны 1-й степени и Красной Звезды, рядом медалей.
В 1946 году в звании капитана Максимкин был уволен в запас. Вернулся в Москву, работал в финотделе железной дороги.
Николай Александрович Максимкин скончался 1 января 1982 года, похоронен на Хованском Центральном кладбище Москвы.